# 法均
法均（1021年—1075年3月23日），辽朝僧人。
法均生于开泰十年（1021年），十六岁时在京西紫金寺出家，拜非辱律师为师，学习律宗。清宁七年（1061年）春，奉诏在燕京整理佛经，同年秋，出任燕京三学寺论主。一年后，朝廷授其紫方袍，赐号严慧。后来退隐马鞍山慧聚寺。咸雍五年（1069年），辽道宗任命他为燕京僧务录事。法均带领僧众募化资财，大规模整修慧聚寺，新建戒坛一座。咸雍六年（1070年）四月，戒坛建成。法均开坛讲经说法。十二月，辽道宗召见法均，授崇禄大夫、守司空，加赐为传菩萨戒坛主大师。赐诗称赞“行高峰顶松千尺，宸什下贲潜德云”。赐与法均“戒净天心月”一轮、自己亲手抄写的金字“大乘三聚戒本” 。请其在宫内讲经。太康元年（1075年）三月初四，法均在戒台寺圆寂，享年五十五岁，僧腊三十九。辽道宗派留守中门使、太常少卿杨温峤到戒台寺帮助料理后事。佛门上尊号为“普贤”。四月二十八日火化，五月十二日在方丈院建塔。 